# أتيلا كاتونا
أتيلا كاتونا (بالمجرية: Katona Attila)‏ هو لاعب كرة قدم مجري، ولد في 16 يونيو 1981 في ايغر في المجر. لعب مع نادي دبرتسني ونادي ديوسجوري.

## وصلات خارجية
- أتيلا كاتونا على موقع اتحاد المجر (الهنغارية)
- أتيلا كاتونا على موقع قاعدة بيانات كرة القدم.إي يو (الإنجليزية)